# Карапетян, Арменак Аршакович
Арменак Аршакович (Ашотович) Карапетян (23 февраля 1928, Ннги, Нагорно-Карабахская АО — 13 июня 2000, Махачкала) — советский борец вольного стиля, тренер; Заслуженный тренер РСФСР (1967) и СССР (1970), Заслуженный работник культуры Дагестанской АССР (1973).

## Биография
Родился 23 февраля 1928 года в селе Ннги Мартунинского района Нагорно-Карабахской автономной области Азербайджанской ССР. Оттуда его семья переехала в Дербент.
Борьбой начал заниматься в 1946 году, став мастером спорта в 1956 году. Представлял ДСО «Динамо» (Махачкала). Почти одновременно, с 1948 года, занялся тренерской деятельностью. Является основоположником школы вольной борьбы в Дагестане. Воспитал первого на Северном Кавказе олимпийского чемпиона по вольной борьбе Загалава Абдулбекова. Подготовил более 20 мастеров спорта — чемпионов и призёров Олимпийских игр, мира и Европы. В их числе — Юрий Шахмурадов, Загалав Абдулбеков, Арсен Аллахвердиев, Наби Магомедов, Меджид Магомедов и другие. Некоторые из его учеников стали тренерами.
Тренировал сборную Дагестана по вольной борьбе. Работал в Школе высшего спортивного мастерства имени Али Алиева.
В 1998 году Арменаку Аршаковичу было присвоено звание Почётного гражданина города Махачкалы.
Скончался 13 июня 2000 года в Махачкале. В соответствии с его волей, был похоронен в Дербенте на Армянском кладбище рядом с могилами его брата и сестер.

В Махачкале проводится турнир памяти Арменака Карапетяна.